# Андерс Ігман
Андерс Інгвар Ігман (швед. Anders Ingvar Ygeman) — шведський політик, член Соціал-демократичної партії, Міністр внутрішніх справ Швеції (2014—2017). З 21 січня 2019 року обіймає посади Міністра енергії та Міністра цифрового розвитку.

## Біографія
Народився 17 червня 1970 року у Стокгольмі.
У 1990 році вивчав кримінологію у Стокгольмському університеті, але покинув навчання, провшившись рік. Також був звільнений від військової служби.
У 1996 році був вперше обраний депутатом у Риксдаг.

### Кар'єра
Згодом після парламентських виборів у Швеції 2014 року 3 червня очолив Міністерство внутрішніх справ у кабінеті Стефана Левена.
26 липня 2017 року парламент Швеції оголосив вотум недовіри Андерсу Ігману, і 27 липня він залишив кабінет та одразу став очільником Соціал-демократичної партії у Риксдагу.
11 вересня 2016 року Андерс Ігман був обраний новим головою соціал-демократів у Стокгольмі після Вероніки Палм. Ігман був обраний одностайно позачерговою щорічною нарадою. Андерс Ігман представляє Стокгольм у Риксдагу з 1995 року.
З 21 січня 2019 року обіймає посади Міністра енергії та Міністра цифрового розвитку у другому кабінеті Стефана Левена.